# Biology of Blood and Marrow Transplantation
Biology of Blood and Marrow Transplantation, abgekürzt Biol. Blood Marrow Transplant., war eine wissenschaftliche Fachzeitschrift, die vom Elsevier-Verlag veröffentlicht wurde. Die Zeitschrift war eine offizielle Veröffentlichung der American Society for Blood and Marrow Transplantation. Sie erschien mit zwölf Ausgaben im Jahr und veröffentlichte Arbeiten aus dem Bereich der Hämatologie. Ihr Nachfolger ist die Zeitschrift Transplantation and Cellular Therapy.
Der Impact Factor lag im Jahr 2014 bei 3,404. Nach der Statistik des ISI Web of Knowledge wird das Journal mit diesem Impact Factor in der Kategorie Hämatologie an 20. Stelle von 68 Zeitschriften, in der Kategorie Immunologie an 55. Stelle von 148 Zeitschriften und in der Kategorie Transplantation an neunter Stelle von 25 Zeitschriften geführt.